# François Darbon
François Darbon (15 de agosto de 1915 – 9 de julio de 1998) fue un actor teatral, cinematográfico y televisivo de nacionalidad francesa.
Nacido en París, Francia, su nombre completo era Jean-François Darbon. Falleció en su ciudad natal en 1998, siendo enterrado en el Cementerio del Père-Lachaise, en París.

## Teatro

### Actor
- George Dandin, de Molière, escenografía de André Clavé
- 1947 : L'Arlésienne, de Alphonse Daudet, escenografía de André Clavé, Théâtre national de Strasbourg, Colmar
- 1947 : Les Bourlingrins, Boubouroche , y Théodore cherche des allumettes, de Georges Courteline, escenografía de André Clavé, Théâtre national de Strasbourg, Colmar
- 1948 : Las bodas de Fígaro, de Pierre-Augustin de Beaumarchais, escenografía de André Clavé, Théâtre national de Strasbourg, Colmar
- 1948 : Le Chariot de terre cuite, de Sudraka, escenografía de André Clavé, Théâtre national de Strasbourg, Colmar
- 1948 : El burgués gentilhombre, de Molière, escenografía de André Clavé, Théâtre national de Strasbourg, Colmar
- 1948 : Tartufo, de Molière, escenografía de André Clavé, Théâtre national de Strasbourg, Colmar
- 1949 : Un homme de Dieu, de Gabriel Marcel, escenografía de François Darbon, Théâtre national de Strasbourg, Colmar
- 1952 : Le Joueur, de Ugo Betti, escenografía de André Barsacq, Théâtre de l'Atelier
- 1952 : Doce hombres sin piedad, de Reginald Rose, escenografía de Michel Vitold, Théâtre de la Gaîté-Montparnasse
- 1952 : La Puissance et la gloire, de Pierre Bost, Pierre Darbon y Pierre Quet a partir de Graham Greene, escenografía de André Clavé, Théâtre de l'Œuvre
- 1953 : La Puissance et la gloire, de Pierre Bost, Pierre Darbon y Pierre Quet a partir de Graham Greene, escenografía de André Clavé, Théâtre des Célestins
- 1954 : Les Cyclones, de Jules Roy, escenografía de Pierre Fresnay, Théâtre de la Michodière
- 1955 : Procès de famille, de Diego Fabbri, escenografía de José Quaglio, Théâtre de l'Œuvre
- 1955 : Les Grands Garçons, de Paul Géraldy, Théâtre de la Michodière
- 1955 : Nekrassov, de Jean-Paul Sartre, escenografía de Jean Meyer, Théâtre Antoine
- 1956 : Au-delà du mur, de Silvio Giovaninetti, escenografía de José Quaglio, Théâtre Hébertot
- 1957 : Concerto, de Jean-Jacques Varoujean, escenografía de Jean Chapot, Théâtre de l'Œuvre
- 1957 : Bircotte dans la nuitdans la nuit, de Claude Spaak, escenografía de Jean-Gérard Chauffetaux, L'Européen
- Ouragan sur le Caine, de Herman Wouk,  L'Européen, con Jean Mercure
- 1960 : Le Prince de l'Escurial, de Kurt Becsi, escenografía de Roger Coggio,  Teatro de la Alliance française
- 1961 : Los secuestrados de Altona, de Jean-Paul Sartre, escenografía de François Darbon, Théâtre des Célestins
- 1961 : Marie-Octobre, de Jacques Robert, escenografía de André Villiers, L'Européen
- 1962 : Dans la jungle des villes, de Bertolt Brecht, escenografía de Antoine Bourseiller, Teatro de los Campos Elíseos
- 1963 : La Danse du Sergent Musgrave, de John Arden, escenografía de Peter Brook, Théâtre de l'Athénée
- 1963 : Le Vicaire, de Rolf Hochhuth, escenografía de François Darbon, Théâtre de l'Athénée
- 1964 : Le Dossier Oppenheimer, de Jean Vilar, escenografía del autor, Théâtre de l'Athénée
- 1965 : Les Chiens, de Tone Brulin, escenografía de Gabriel Garran, Théâtre de la Commune
- 1966 : Don Carlos, de Friedrich von Schiller, escenografía de Stephan Meldegg, Arrás
- 1966 : Las tres hermanas, de Antón Chéjov, escenografía de André Barsacq, Théâtre Hébertot
- 1968 : Les Rosenberg ne doivent pas mourir, de Alain Decaux, escenografía de Jean-Marie Serreau, Tréteaux de France
- 1969 : El misántropo, de Molière, escenografía de Michel Vitold, Théâtre du Vieux-Colombier
- 1971 : Toi et tes nuages, de Éric Westphal, escenografía de Roland Monod, Théâtre de l’Athénée
- 1973 : Isma, de Nathalie Sarraute, escenografía de Claude Régy, Espace Pierre Cardin
- 1976 : Le Rire du fou, de Gabriel Garran, escenografía del autor, Théâtre de la Commune
- 1976 : El eterno marido, de Fiódor Dostoyevski, escenografía de Jean Rougerie, Théâtre Firmin Gémier Antony
- 1980 : Le Pic du bossu, de Sławomir Mrożek, escenografía de Laurent Terzieff, Théâtre Hébertot
- 1989 : La Trilogie des Coûfontaine : L'Otage, de Paul Claudel, escenografía de Jean-Paul Lucet, Théâtre des Célestins

### Director
- 1949 : Un homme de Dieu, de Gabriel Marcel, Théâtre national de Strasbourg, Colmar
- 1950 : Un homme de dieu, de Gabriel Marcel, Théâtre de l'Œuvre
- 1959 : Los secuestrados de Altona, de Jean-Paul Sartre, Théâtre de la Renaissance
- 1959 : Tchin-Tchin, de François Billetdoux, Poche Montparnasse
- 1962 : Tchin-Tchin, de François Billetdoux, Petit théâtre de Paris
- 1963 : Le Vicaire, de Rolf Hochhuth, Théâtre de l'Athénée
- 1967 : L'Arme blanche, de Victor Haïm, Théâtre de l'Athénée
- 1972 : L'été où il fait froid, Théâtre Le Kaléïdoscope
- 1974 : Qui rapportera ces paroles ?, de Charlotte Delbo, Cyrano-Théâtre

## Filmografía

### Cine
- 1947 : Chambre 34, de Claude Barma
- 1952 : Procès au Vatican, de André Haguet
- 1953 : Virgile, de Carlo Rim
- 1955 : Les Évadés, de Jean-Paul Le Chanois
- 1955 : Gas-oil, de Gilles Grangier
- 1955 : Les Hussards, de Alex Joffé
- 1956 : Le Secret de sœur Angèle, de Léo Joannon
- 1956 : Je reviendrai à Kandara, de Victor Vicas
- 1956 : Plus de whisky pour Callaghan, de Willy Rozier
- 1957 : Les Sorcières de Salem, de Raymond Rouleau
- 1957 : Le Désert de Pigalle, de Léo Joannon
- 1958 : Les Misérables, de Jean-Paul Le Chanois
- 1958 : Sois belle et tais-toi, de Marc Allégret
- 1958 : En légitime défense, de André Berthomieu
- 1958 : Le Gorille vous salue bien, de Bernard Borderie
- 1958 : Rapt au Deuxième Bureau, de Jean Stelli
- 1959 : Des femmes disparaissent, de Édouard Molinaro
- 1959 : Les Affreux, de Marc Allégret
- 1960 : Le Caïd, de Bernard Borderie
- 1962 : Horace 62, de André Versini
- 1962 : Le Caporal épinglé, de Jean Renoir
- 1962 : L'Amour à 20 ans, segmento Antoine et Colette, de François Truffaut
- 1962 : Kriss Romani, de Jean Schmidt
- 1963 : Les Bonnes Causes, de Christian-Jaque
- 1964 : Requiem pour un caïd, de Maurice Cloche
- 1966 : Le Voyage du père, de Denys de La Patellière
- 1968 : Baisers volés, de François Truffaut
- 1975 : Chobizenesse, de Jean Yanne

### Televisión
- 1956 : Sainte Jeanne, de Claude Loursais
- 1958 : Les Cinq Dernières Minutes, episodio Réactions en chaîne, de Claude Loursais
- 1962 : Paludi, de Gilbert Pineau
- 1962 : Le Théâtre de la jeunesse, episodio Gavroche, de Alain Boudet
- 1962 : Les Bostoniennes, de Yves-André Hubert
- 1962 : L'inspecteur Leclerc enquête, episodio La filière, de Maurice Delbez
- 1963 : Le Chevalier de Maison-Rouge, de Claude Barma
- 1965 : Donadieu, de Stellio Lorenzi[1]
- 1968 : Les Atomistes, de Léonard Keigel
- 1969 : D'Artagnan, de Claude Barma
- 1970 : Les Enquêtes du commissaire Maigret, episodio  L'Écluse numéro 1, de Claude Barma
- 1972 : Les Rois maudits, de Claude Barma
- 1973 : Au théâtre ce soir: Ouragan sur le Caine, de Herman Wouk, escenografía de André Villiers, dirección de Georges Folgoas, Théâtre Marigny
- 1974 : Las brigadas del tigre, episodio Ce siècle avait sept ans, de Victor Vicas
- 1975 : Au théâtre ce soir: Quelqu'un derrière la porte, de Jacques Robert, escenografía de André Villiers, dirección de Pierre Sabbagh, Théâtre Édouard VII
- 1975 : Les Enquêtes du commissaire Maigret, episodio La Folle de Maigret, de Claude Boissol
- 1980 : La Vie des autres, de Emmanuel Fonlladosa
- 1986 : Félicien Grevèche, de Michel Wyn
- 1983 : Richelieu ou la Journée des dupes, de Jean-Dominique de La Rochefoucauld
- 1984 : Messieurs les jurés: "L'Affaire Lamontgie", de Dominique Giuliani
- 1988 : Palace, de Jean-Michel Ribes